# Il re della mala
Il re della mala (Zinksärge für die Goldjungen) è un film del 1973 diretto da Jurgen Roland.

## Trama
Tra Hans Werner, boss della mafia di Amburgo e Luke Mesina, mafioso fuggito dagli USA, scoppia la guerra, nonostante la storia d'amore tra i rispettivi figli Hans e Silvia.